# Angélique Berthenet
Angélique Berthenet-Hidalgo (Melun, 18 de septiembre de 1976) es una deportista francesa que compitió en lucha libre. Ganó una medalla de plata en el Campeonato Mundial de Lucha de 1996 y cinco medallas en el Campeonato Europeo de Lucha entre los años 1996 y 2003.
Participó en los Juegos Olímpicos de Atenas 2004, ocupando el cuarto lugar en la categoría de 48 kg.

## Palmarés internacional
| Campeonato Mundial | Campeonato Mundial      | Campeonato Mundial | Campeonato Mundial |
| Año                | Lugar                   | Medalla            | Categoría          |
| ------------------ | ----------------------- | ------------------ | ------------------ |
| 1996               | Sofía (Bulgaria)        | Medalla de plata   | 47 kg              |
| Campeonato Europeo |                         |                    |                    |
| Año                | Lugar                   | Medalla            | Categoría          |
| 1996               | Oslo (Noruega)          | Medalla de oro     | 47 kg              |
| 1997               | Varsovia (Polonia)      | Medalla de bronce  | 51 kg              |
| 1998               | Bratislava (Eslovaquia) | Medalla de bronce  | 51 kg              |
| 2002               | Seinäjoki (Finlandia)   | Medalla de bronce  | 48 kg              |
| 2003               | Riga (Letonia)          | Medalla de bronce  | 48 kg              |